# Finn Anderson
Finn Anderson (29 settembre 2002) è un canoista neozelandese, specializzato nello slalom ed ha partecipato ai III Giochi olimpici giovanili estivi, vincendo la medaglia d'argento.

## Palmarès
Campionati oceaniani di canoa slalom
Auckland 2021: oro nel C1.
Auckland 2023: argento nel C1.
- Giochi olimpici giovanili

Buenos Aires 2018: argento nella gara a ostacoli